# Songs for Daddy
Songs for Daddy är ett studioalbum från 2014 av Jill Johnson. Albumet är en hyllning till hennes pappas musiksmak.

## Låtlista
1. Crazy in Love
2. Hallelujah I Love Him So
3. Fly Me to the Moon
4. Moon River
5. Something's Gotta Give
6. That's Life
7. Love is Here to Stay
8. The Very thought of You
9. No other Daddy but You
10. After You've Gone
11. Everybody Loves Somebody
12. I Can't Give You Anything but Love

## Listplaceringar
| Lista (2014) | Topplacering |
| ------------ | ------------ |
| Sverige      | 1            |

### Fotnoter
1. ↑  ”Songs for Daddy”. Ginza musik. 11 mars 2014. http://www.ginza.se/product/johnson-jill/songs-for-daddy-2014-signerad-/445633/. Läst 31 oktober 2014.
2. ↑  ”Songs for Daddy”. Swedishcharts. 11 mars 2014. http://swedishcharts.com/showitem.asp?interpret=Jill+Johnson&titel=Songs+For+Daddy&cat=a. Läst 31 oktober 2014.